# Фільдег
Фільдег (перс. فيلده) — село в Ірані, у дегестані Південний Ростамабад, в Центральному бахші, шагрестані Рудбар остану Ґілян. За даними перепису 2006 року, його населення становило 20 осіб, що проживали у складі 5 сімей.

## Клімат
Середня річна температура становить 15,41°C, середня максимальна – 30,07°C, а середня мінімальна – -0,04°C. Середня річна кількість опадів – 565 мм.
| Клімат поселення                              | Клімат поселення | Клімат поселення | Клімат поселення | Клімат поселення | Клімат поселення | Клімат поселення | Клімат поселення | Клімат поселення | Клімат поселення | Клімат поселення | Клімат поселення | Клімат поселення | Клімат поселення |
| Показник                                      | Січ.             | Лют.             | Бер.             | Квіт.            | Трав.            | Черв.            | Лип.             | Серп.            | Вер.             | Жовт.            | Лист.            | Груд.            |                  |
| Середній максимум, °C                         | 12,83            | 11,56            | 13,58            | 19,75            | 23,38            | 28,07            | 29,56            | 30,07            | 26,07            | 21,92            | 17,34            | 12,75            |                  |
| Середня температура, °C                       | 7,04             | 5,76             | 7,78             | 13,94            | 17,58            | 22,27            | 25,02            | 25,53            | 21,54            | 17,39            | 12,80            | 8,21             |                  |
| Середній мінімум, °C                          | 1,24             | −0,04            | 1,98             | 8,13             | 11,79            | 16,48            | 20,48            | 21,00            | 17,00            | 12,84            | 8,27             | 3,67             |                  |
| Норма опадів, мм                              | 54               | 46               | 69               | 61               | 31               | 15               | 14               | 20               | 38               | 60               | 67               | 90               |                  |
| Середньомісячна швидкість вітру, м/с          | 2.16             | 2.56             | 2.56             | 2.56             | 2.35             | 2.48             | 2.50             | 2.20             | 2.07             | 1.84             | 1.92             | 2.11             |                  |
| Середньомісячна сонячна радіація, кДж/м²·день | 7362             | 9734             | 11811            | 16194            | 20280            | 23027            | 23557            | 20216            | 16803            | 11839            | 9116             | 7111             |                  |
| --------------------------------------------- | ---------------- | ---------------- | ---------------- | ---------------- | ---------------- | ---------------- | ---------------- | ---------------- | ---------------- | ---------------- | ---------------- | ---------------- | ---------------- |
| Джерело:                                      |                  |                  |                  |                  |                  |                  |                  |                  |                  |                  |                  |                  |                  |